# Mimí Langer
Marie Lizbeth Glas Hauser, más conocida como Marie Langer y como "Mimi" Langer (Viena, 31 de agosto de 1910 - Buenos Aires, 23 de diciembre de 1987)fue una médica, psicóloga, psicoanalista y docente austro-argentina.

## Biografía
Langer nació en Viena el 31 de agosto de 1910, como la segunda de dos hijas de una familia de la alta burguesía judía dedicada a los hilados y tejidos y al comercio de caballos. A los 4 años de edad estalló la Primera Guerra Mundial y su padre partió al frente. Marie contó: «Hubiera querido acompañarlo, pero ya sabía que eso no era posible, no solamente porque era pequeña, sino también porque era mujer. Las únicas mujeres que iban a la guerra eran las enfermeras... Desde entonces supe que tendría una profesión: sería enfermera». Ingresó a la Schwarzwaldschule, un liceo que posibilitaba la entrada a la Universidad, y al terminar el bachillerato ingresó a la escuela de medicina. Ya médica, se especializó en psicoanálisis en el Instituto de Formación Psicoanalítica de Viena.
Al ascender Hitler al poder, se afilió al Partido Comunista y partió a España para integrarse, como médica, a las Brigadas Internacionales en la guerra civil española. Se exilió en Uruguay y luego en Buenos Aires, donde en 1942 fue fundadora de la Asociación Psicoanalítica Argentina y, tiempo después, su presidenta. En 1969, junto con otros colegas, se separó de esta asociación a causa de la rigidez de sus estructuras. Se integró a la actividad gremial como presidenta de la Federación de Psiquiatras Argentinos.
Amenazada por la agrupación terrorista de derecha Alianza Anticomunista Argentina ("Triple A") se exilió en México desde 1974 hasta 1987, donde fue docente de la Universidad Nacional Autónoma de México. Participó en el Equipo Internacional de Salud Mental para apoyar al sandinismo en Nicaragua y fue organizadora del Primer Congreso de Psicoanálisis y Psicología Marxista en Cuba.
Murió de cáncer en Buenos Aires el 23 de diciembre de 1987, a los 77 años.
Fue autora de varios libros, entre los que destacan Maternidad y sexo y Fantasías eternas a la luz del psicoanálisis. En coautoría, escribió también Cuestionamos, Psicoanálisis de grupo y Razón, locura y sociedad, entre otros.

## Formación política y profesional

### Viena, España y Uruguay
Cerca de Hamburgo, asistió a un mitin imponente en el que oyó hablar a Hitler: esta experiencia marcó un cambio en su vida. De regreso a Viena, ingresó en el Partido Comunista. De esto señaló que «Sería el partido quien me iba a liberar del aislamiento y el malestar confuso de ser una muchacha, ya no rica, pero que vivía del dinero que le enviaban sus padres, y me encontré en un ambiente nuevo en donde la solidaridad era una práctica cotidiana. Mi vida había adquirido un sentido más allá de lo personal, de lo individual»-
En 1935 Marie Langer terminó la carrera de medicina, pero no logra trabajar en Viena, ya que, desde el encumbramiento del austro-fascismo, ningún hospital contrata a médicos de origen judío. Fue entonces cuando prosiguió su formación en la cátedra de Psiquiatría de Heinz Hartmann. Casi en forma simultánea, comenzó su formación psicoanalítica en el Instituto de Psicoanálisis de Viena, entrevistada por la propia Anna Freud, y comenzó su análisis didáctico con Richard Sterba. -Creo que elegí bien- decía, «El psicoanálisis es un instrumento valioso, no tanto para curarse, sino para manejar mejor la propia locura y no mentirse más». Al poco tiempo, Marie cayó presa junto con un grupo de médicos pacifistas, entre los que estaban Max Langer, su futuro marido. A los pocos días, el director del Instituto la llamó para amonestarla por contravenir las normas establecidas. Fue el tiempo de su partida para España, y como ella dijo: «La izquierda me salvó la vida. Sino hubiera sido por la izquierda, me habría quedado en Viena y me hubieran matado por judía». En España, los Langer se integraron a las Brigadas Internacionales, Max como médico y ella, "Mimi" como nombre de lucha, como su asistente. Trabajaron en Colmenar y luego en Murcia, en donde Max dirigió el servicio ortopédico.
Al caer derrotada la República española por el fascismo internacional, los Langer emigraron a América, con la idea de establecerse en México, sin embargo, la visa nunca llegó y encontraron la oportunidad de establecerse en el Uruguay. Allí nacen sus dos primeros hijos. Fueron años duros en los que los dos tuvieron que abandonar su profesión de médicos.

### Argentina
Pocos años después, en busca de mejores oportunidades, los Langer decidieron probar suerte en Buenos Aires, Argentina. Al llegar, por consejo de Max, Mimi estableció relación con el grupo psicoanalítico argentino. Así es como Ángel Garma, Cárcamo, Ferrary Hardoy, Enrique Pichon-Rivière, Arnaldo Rascovsky y la propia Marie Langer, fundaron la Asociación Psicoanalítica Argentina (APA) en 1942. Una vez terminada la guerra, la dedicación y lealtad que dedicó durante muchos años a la militancia política, la sustituyó por una militancia institucional analítica. En ese período, ocupó cargos como la presidencia de la APA, de la Asociación Argentina de Psicología y Psicoterapia de Grupo, de la Confederación Psicoanalítica Latinoamericana, entre otros, nacieron sus otros tres hijos, y su investigación, estaba enfocada a la problemática de la mujer, en concreto, a la sexualidad y las perturbaciones de origen psicosomático, publicando entonces "Maternidad y Sexo", y poco después, junto con León Grinberg y Emilio Rodrigué, "Psicoterapia de Grupo" (1957). Debido a este trabajo considerado inmoral recibió múltiples amenazas.
En 1965, murió su compañero Max, y fue un factor que la hizo decidir reintegrarse a la actividad política, y dijo «ya somos muchos los que llegamos a la conclusión de que psicoanálisis, marxismo y revolución no son excluyentes, y perdimos la fobia al mundo de fuera de nuestra institución».
En 1969, se efectúa el famoso Congreso de la Asociación Psicoanalítica Internacional en Roma. Ahí, un grupo de analistas europeos y argentinos, plantearon la formación del movimiento «Plataforma». Dicho movimiento intentaba transformar las rígidas estructuras de la Asociación Psicoanalítica Internacional. Dos años más tarde Plataforma y también el movimiento «Documento», rompieron definitivamente con la APA. Marie Langer encabezaba el primer grupo y a partir de ese momento, sus actividades adquirieron un giro diferente, combinando la política y el psicoanálisis. Lo gremial cobra cada día más importancia en ella, ingresó a la Federación Argentina de Psiquiatras, de la que poco después, fue su presidenta. Participó en la creación del Centro de Docencia e Investigación que representa una alternativa de formación para los jóvenes, fuera de las instituciones tradicionales, ingresó a la cátedra de Psicología Médica de la Facultad de Medicina, y regresó a la actividad psiquiátrica en el Hospital de Avellaneda.
Por esa época, en la Argentina, la dictadura de Lanusse se tambalea, y una comisión de la Federación Argentina de Psiquiatría, en la que se encuentra Mimi, logró visitar a los presos políticos en la cárcel. En 1973, se convocaron elecciones libres y ganó Héctor José Cámpora, quien renuncia para dar paso a la fórmula Perón-Isabel Perón.
A finales del año 1974 hace su aparición la Alianza Anticomunista Argentina, tristemente conocida como la Triple A, cuyo objetivo era el exterminio de militantes políticos y gremiales, obreros, intelectuales, estudiantes y cualquier ciudadano progresista. Fue notificada de la intención de la Triple A de exterminarla, y con el tiempo justo y 200 dólares en la bolsa, parte para México, en un nuevo exilio.

### México, Cuba y Nicaragua
Se exilió en la Ciudad de México en 1974, donde muchos de sus amigos y "formandos" le dieron las facilidades para establecerse. A partir de entonces, comenzó a colaborar en varias instituciones de formación psicoanalítica como la AMPAG (Asociación Mexicana de Psicoterapia de Grupo), el CPM (Círculo Psicoanalítico Mexicano), los Centros de Integración Juvenil, y en la Universidad Nacional Autónoma de México.

## Obra
- Antisemitismo, paranoia y el testamento del doctor Ley. Rev. de Psicoanálisis de la Asociación Psicoanalítica Argentina 5 (1): 93. 1947.

- Motherhood and sexuality. Tradujo Nancy Caro Hollander. New York: Guilford. 1951.

- Maternidad y Sexo. Estudio psicoanalítico y psicosomatico. Buenos Aires. 1951.

- Fantasías eternas a la luz del psicoanálisis. Buenos Aires: Nova. APA. 1957.

- Fantasias eternas a la luz del psicoanálisis. Buenos Aires 1957.

- Psicoterapia del grupo, su enfoque psicoanalítico. Buenos Aires: Paidós 1957.

- Sterility and envy. IJP 39, 1958, 139-143.

- Ideología e idealización. Rev. de Psicoanálisis de la Asociación Psicoanalítica Argentina 16 (4): 417. 1959.

- Die "Gestalt" einer Gruppe unfruchtbarer Frauen. Zeitschrift für psychosomatische Medizin 5: 53-62, 1959.

- Psychoanalyse - in wessen Dienst? Neues Forum, 28 (sept./oct.): 39-42, 1971.

- Vicisitudes del movimiento psicoanalítico argentino. En Franco Basaglia (ed.) Razón, locura y sociedad. México 1978.

- Über die Anwendung der Psychoanalyse beim Aufbau einer neuen Gesellschaft. Journal 8: 3-10, 1983.

- Loyalität und Ambivalenz im Zusammenhang mit den Erfahrungen bei der Aufbauarbeit in Nicaragua. En: Journal 10: 69-74, 1984.

- Psychoanalyse im Dienst des Volkes (Proyecto de Salud mental Nicaragua). Salzburgo 1984

- Bericht über die Balintgruppen in Nicaragua. PsA-Info 24: 31-37, 1985.

- Von Wien bis Managua. Wege einer Psychoanalytikerin. Friburgo 1986.

- Das gebratene Kind und andere Mythen. Friburgo 1987.

- Maternidad y Sexo. Estudio psicoanalítico y psicosomatico. Buenos Aires 1951. Traducido al alemán: Mutterschaft und Sexus. Körper und Psyche der Frau. Friburgo 1988.

- Marie Langer, from Vienna to Managua: Journey of a psychoanalyst. Margaret Hooks, Trans. Londres: Free Association Books. 1989.

- Die Macht unbewußter Phantasien. Evita Perón, Elisabeth I und andere Mythen. Gießen 2003.

- Psychoanalyse und/oder soziale Revolution. Vortrag in Wien 1971. In: Leben im Widerspruch. Marie Langer, Texte, Briefe, Begegnungen. Ed. Raimund Bahr, St. Wolfgang 2007.

- con L. Grinberg, E. Rodrigué. Psychoanalytische Gruppentherapie. Praxis und theoretische Grundlagen. Stuttgart 1960.

- con Jaime del Palacio, Enrique Guinsberg. Memoria, historia y diálogo psicoanalítico. México 1981.

## Honores
- En 2003 se estrena el film Marie Langer. Der Roman der Erinnerungen (La novela de memorias) de Corinna Wichmann y Lester Y. Cano Álvarez.[15]

- Una calle de Buenos Aires, en el barrio Puerto Madero, lleva su nombre.[16]